# Wakana
大瀧若奈（1984年12月10日—），日本女性歌手。出身於福岡縣。隸屬於SPACE CRAFT。是已解散的女子組合Kalafina成員之一。梶浦曾說過Wakana有「女神一般的歌聲」。喜歡的動物是鯊魚，所以有鯊魚姬的稱號。

## 來歷
自12歲時學習聲樂。自17歲開始參加許多Club Event。到東京後，2006年拔擢為FictionJunction的主唱。

## 主要活動

### 個人活動

#### 單曲
- 時を越える夜に （页面存档备份，存于）（2019年2月6日）

#### 專輯
- Wakana （页面存档备份，存于）（2019年3月20日）
- Magic Moment （页面存档备份，存于）（2020年2月26日）
- Wakana Covers ～Anime Classics～ （页面存档备份，存于） (2020年12月9日)

#### EP
- アキノサクラ EP （页面存档备份，存于）（2019年11月20日）

#### 映像
- Wakana Live Tour 2019 ～VOICE～ at 中野サンプラザ （页面存档备份，存于） (2019年9月25日)
- Wakana Spring Live ～magic moment～ 2021 （页面存档备份，存于）  (2021年8月11日)

### 參加CD
- FictionJunction
- OST（2007年2月21日）
  - Where the lights are (Japanese Ver.)
- Revo & 梶浦由記 合作單曲《Dream Port》（2008年6月18日）
- 專輯《Everlasting Songs》（2009年2月25日）
  -  部分合唱
- 單曲《Parallel Hearts》（2009年4月29日）
  - Parallel Hearts
- 《潘朵拉之心》OST 1（2009年7月8日）
  - 「Pandora hearts」
  - 「Parallel Hearts」（TV Size）
  - 「Bloody rabbit」
  - 「Preparation」
- OST（2009年8月26日）
  - Historia : opening theme
  - where I stand
  - ordinary dream
  - Historia : closing theme
- 《潘朵拉之心》OST 2（2009年9月30日）
  - everytime you kissed me
  - Pandora hearts expanded
- 單曲（2010年1月27日）
  - 野原（合唱）
- Live專輯《FictionJunction 2008-2010 The BEST of Yuki Kajiura LIVE》（2010年5月12日）
  - vanity
  - Liminality
  - forest
  - Parallel Hearts
  - 媛星
  - 目覚め
  - 聖乙女の祈り
  - a farewell song

### Kalafina

#### 單曲
- oblivious（2008年1月23日）
- Re/oblivious（限定盤）（2008年4月23日）Remix單曲
- sprinter/ARIA（2008年7月30日）
- fairytale（2008年12月24日）
- Lacrimosa（2009年3月4日）
- storia（2009年7月1日）
- progressive（2009年10月28日）
- 光之旋律（2010年1月20日）

#### 專輯
- Seventh Heaven（2009年3月4日）
- Red Moon（2010年3月17日）
- After Eden（2011年9月21日）

### 和聲
- 魔女獵人 O.S.T. 2《paradise regained》
- SMAP《super.modern.artistic.performance》
- 戶松遙《產巢日之時》

### 參加DVD
- Yuki Kajiura LIVE 2008.07.31（2008年12月24日）
- FictionJunction～Yuki Kajiura LIVE Vol.#4 PART2～（2009年12月23日）

## 相關連結
- FictionJunction
- Kalafina
- 梶浦由記

## 外部連結
- Wakana Official （页面存档备份，存于）
- 所屬事務所介紹頁 （页面存档备份，存于） （日語）
- FictionJunction （日語）
- Kalafina OFFICIAL WEBSITE （页面存档备份，存于） （日語）